# اس (زبان برنامه‌نویسی)
اس (انگلیسی: S)یک زبان برنامه‌نویسی آماری است که عمدتاً توسط جان چمبرز و (در نسخه‌های اولیه) ریک بکر، ترور هستی، ویلیام کلاولند و آلن ویکز از آزمایشگاه‌های بل توسعه یافته است. هدف این زبان، همان‌طور که جان چمبرز بیان کرده، «تبدیل ایده‌ها به نرم‌افزار، به سرعت و به‌طور وفادار» است. این زبان به‌طور گسترده‌ای توسط محققان دانشگاهی مورد استفاده قرار می‌گیرد.
یک پیاده‌سازی عمده از S به S-PLUS نام‌گرفته است، که یک محصول تجاری بود و قبلاً توسط تیبکو به فروش می‌رسید.
زبان برنامه‌نویسی آر مدرن، که بخشی از پروژه نرم‌افزار آزاد گنو است، بر اساس S ساخته شده و می‌تواند بسیاری از برنامه‌های S را اجرا کند، هرچند که به‌طور کامل سازگاری عقب‌رو ندارد.